# Шлях Халіми
«Шлях Халіми» — драматичний фільм 2012 року, заснований на реальних подіях.

## Сюжет
1977 рік. Софія приходить до Халіми в розгубленості, бо вона завагітніла від серба Славомира. На стосунки закоханих їхні батьки дивляться по різному. Мати парубка хоча й проти дівчини, але тато обіцяє все владнати. Батько ж Софії категорично проти стосунків з сербом, а дізнавшись про кохання до Славомира сильно б'є її.
Через 23 роки, через 5 років після Боснійської війни Комітет ООН займається пошуком залишків загиблих. Халіма, яка втратила чоловіка та сина, мріє поховати їх. Після тесту ДНК кістки Салко знаходять у братській могилі, але жінка чомусь не робить аналіз для пошуку Мірзи. Однак із спогадів стає відомо, що біологічною матір'ю хлопчика є Софія. Халімі допомагає Арон та Мустафа дістатися віддаленого боснійського села, де живе племінниця з родиною. До початку війни Славомир з'їздив у Німеччину та повернувся до Софії, яка з ним втекла. Вони побудували будинок і народили трьох доньок.
Халіма звертається до племінниці з проханням пройти ДНК-тест. Сп'янілий Славомир дізнається від дружини, що він був одним із солдат, який забрав у полон Салко та свого сина Мірзу. Убитий горем чоловік покінчує життя самогубством прямо в барі. На похорон Мерзи приходить батько Софії, який відрікся від неї багато років тому.

## У ролях
| Актор             | Персонаж         | Роль                      |
| ----------------- | ---------------- | ------------------------- |
| Алма Пріца        | Халіма           | селянка                   |
| Ольга Пакалович   | Софія            | племінниця Халіми         |
| Міє Юрішич        | Славомир         | чоловік Софії             |
| Ізудін Байрович   | Салко            | чоловік Халіми            |
| Марко Плеснік     | Мірза у 16 років | син Салко та Халіми       |
| Мирай Грбич       | Мустафа          | брат Салко                |
| Мустафа Надаревич | Авдо             | брат Халіми, батько Софії |
| Дарія Лоренци     | Рапка            | дружина Мустафи           |
| Алдин Туцич       | Арон             | син Мустафи та Рапки      |

## Знімальна група
- Кінорежисер — Арсен Антон Остоїч
- Сценарист — Федя Ісович
- Кінооператор — Слободан Трнінич
- Кіномонтаж — Дубравко Слуньські
- Композитор — Мате Матісик
- Художник-постановник — Іво Хусняк
- Художник по костюмах — Бранка Ткалчеч[1].

## Сприйняття

### Критика
Фільм отримав позитивні відгуки. На сайті Rotten Tomatoes оцінка фільму становить 79 % на основі 26 відгуків від пересічних глядачів із середньою оцінкою 3,8/5 (26 голосів). Фільму зарахований «попкорн», Internet Movie Database — 8,2/10 (1 319 голосів).

### Номінації та нагороди
| Нагороди та номінації фільму «Шлях Халіми» | Нагороди та номінації фільму «Шлях Халіми»               | Нагороди та номінації фільму «Шлях Халіми»             | Нагороди та номінації фільму «Шлях Халіми» | Нагороди та номінації фільму «Шлях Халіми» | Нагороди та номінації фільму «Шлях Халіми» |
| Рік                                        | Кінофестиваль/кінопремія                                 | Категорія/нагорода                                     | Номінант                                   | Результат                                  |                                            |
| ------------------------------------------ | -------------------------------------------------------- | ------------------------------------------------------ | ------------------------------------------ | ------------------------------------------ | ------------------------------------------ |
| 2012                                       | Каїрський міжнародний кінофестиваль                      | Змагання «Права людини»                                | Арсен Антон Остоїч                         | Номінація                                  |                                            |
| 2012                                       | Котбуський кінофестиваль                                 | Нагорода глядачів                                      | Арсен Антон Остоїч                         | Перемога                                   |                                            |
| 2012                                       | Котбуський кінофестиваль                                 | Особлива згадка                                        | Арсен Антон Остоїч                         | Перемога                                   |                                            |
| 2012                                       | Пульський кінофестиваль                                  | Золоті ворота Пули                                     | Арсен Антон Остоїч                         | Перемога                                   |                                            |
| 2012                                       | Пульський кінофестиваль                                  | Золота Арена акторці другого плану                     | Ольга Пакалович                            | Перемога                                   |                                            |
| 2012                                       | Пульський кінофестиваль                                  | Нагорода молодих кіноманів                             | Арсен Антон Остоїч                         | Перемога                                   |                                            |
| 2012                                       | Пульський кінофестиваль                                  | Найкращий фільм                                        | Арсен Антон Остоїч                         | Номінація                                  |                                            |
| 2012                                       | Талліннський кінофестиваль «Темні ночі»                  | Спеціальний приз журі                                  | Арсен Антон Остоїч                         | Перемога                                   |                                            |
| 2012                                       | Талліннський кінофестиваль «Темні ночі»                  | Гран-прі                                               | Арсен Антон Остоїч                         | Номінація                                  |                                            |
| 2013                                       | Кінофестиваль Боснії та Герцеговини                      | Нагорода глядачів                                      | Арсен Антон Остоїч                         | Перемога                                   |                                            |
| 2013                                       | Кінофестиваль Боснії та Герцеговини                      | Найкращий художній фільм                               | Арсен Антон Остоїч                         | Перемога                                   |                                            |
| 2013                                       | Клівлендський міжнародний кінофестиваль                  | Найкращий художній фільм Центральної та Східної Європи | Арсен Антон Остоїч                         | Номінація                                  |                                            |
| 2013                                       | Кінофестиваль у Дейтона-Біч                              | Найкращий фільм іноземною мовою                        | Арсен Антон Остоїч                         | Перемога                                   |                                            |
| 2013                                       | Міжнародний кінофестиваль у Делі                         | Найкращий художній фільм                               | Арсен Антон Остоїч                         | Номінація                                  |                                            |
| 2013                                       | Міжнародний кінофестиваль «Фестроя-Троя»                 | Найкраща акторка                                       | Алма Пріца, Ольга Пакалович                | Перемога                                   |                                            |
| 2013                                       | Міжнародний кінофестиваль у Мішкольці                    | Найкращий фільм                                        | Арсен Антон Остоїч                         | Номінація                                  |                                            |
| 2013                                       | MedFF                                                    | Найкращий фільм                                        | Арсен Антон Остоїч                         | Перемога                                   |                                            |
| 2013                                       | Монській міжнародний кінофестиваль                       | Міжнародні змагання                                    | Арсен Антон Остоїч                         | Перемога                                   |                                            |
| 2013                                       | Монській міжнародний кінофестиваль                       | Найкращий фільм                                        | Арсен Антон Остоїч                         | Перемога                                   |                                            |
| 2013                                       | Неапольський кінофестиваль                               | Найкращий фільм                                        | Арсен Антон Остоїч                         | Номінація                                  |                                            |
| 2013                                       | Кінофестиваль «Raindance»                                | Найкращий фільм міжнародного рівня                     | Арсен Антон Остоїч                         | Перемога                                   |                                            |
| 2013                                       | Міжнародний кінофестиваль у Сіетлі                       | Найкраща акторка                                       | Алма Пріца                                 | Номінація                                  |                                            |
| 2013                                       | Словенський кінофестиваль                                | Найкраща співпраця                                     | Арсен Антон Остоїч                         | Номінація                                  |                                            |
| 2013                                       | Південно-східний європейський кінофестиваль              | Нагорода глядачів                                      | Арсен Антон Остоїч                         | Перемога                                   |                                            |
| 2013                                       | Міжнародний кінофестиваль у Сент-Луїсі                   | Особлива згадка                                        | Арсен Антон Остоїч                         | Перемога                                   |                                            |
| 2013                                       | Тетуанський міжнародний середземноморський кінофестиваль | Гран-прі                                               | Арсен Антон Остоїч                         | Перемога                                   |                                            |
| 2013                                       | Варнський фестиваль                                      | Нагорода критиків                                      | Арсен Антон Остоїч                         | Перемога                                   |                                            |
| 2014                                       | Чичестерський міжнародний кінофестиваль                  | Художній фільм                                         | Арсен Антон Остоїч                         | Перемога                                   |                                            |
| 2014                                       | Женевський міжнародний східний кінофестиваль             | Особлива згадка журі                                   | Арсен Антон Остоїч                         | Перемога                                   |                                            |
| 2014                                       | Ірвінський міжнародний кінофестиваль                     | Найкраща оповідь                                       | Арсен Антон Остоїч                         | Номінація                                  |                                            |
| 2014                                       | Казанський міжнародний фестиваль мусульманських фільмів  | Найкращий фільм                                        | Арсен Антон Остоїч                         | Перемога                                   |                                            |